# واکنش شاتن–بومان
واکنش شاتن–بومان(به انگلیسی: Schotten–Baumann reaction) یک نام واکنش در شیمی آلی است که جهت تولید آمید‌ها از آمین‌ها و آسیل کلرید‌ها استفاده می‌شود. همچنین در برخی مواد برای نشان دادن واکنش بین یک آسل کلرید و یک الکل که منجر به تولید یک استر می‌شود نیز از این نام استفاده می‌شود. این واکنش نخستین بار توسط دو شیمیدان آلمانی به نام‌های کارل شاتن و اویگن باومان در سال ۱۸۸۳ میلادی کشف و توصیف شد.

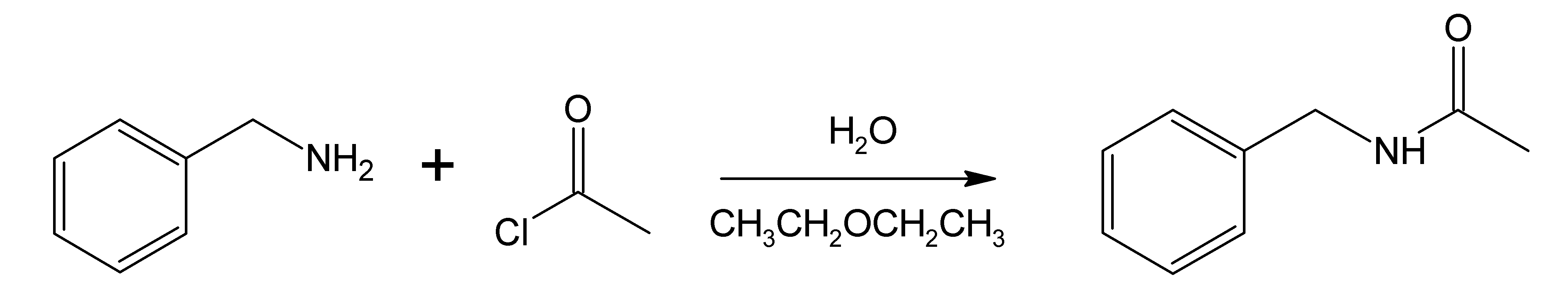
نمونه‌ای از واکنش شاتن–بومان که در آن بنزیل‌آمین با استیل کلرید تحت شرایط مشخص واکنش داده و تشکیل ان-بنزیل استامید را می‌دهد.